# Iglesia de San Salvador (Deva)
La Iglesia de San Salvador de Deva es un templo católico situado en la parroquia de Deva, en el concejo de Gijón (Principado de Asturias, España). Se trata de una iglesia de fundación prerrománica, aunque el edificio actual corresponde a una reconstrucción posterior a la Guerra Civil Española. El templo primitivo estaba vinculado a un monasterio, construido en el siglo X u XI.